# Melanargia pseudoulbrichi
Melanargia pseudoulbrichi är en fjärilsart som beskrevs av Hermann Stauder 1929. Melanargia pseudoulbrichi ingår i släktet Melanargia och familjen praktfjärilar. Inga underarter finns listade i Catalogue of Life.